# Danielle Alakija
Danielle Remilekun B. Alakija (* 3. Mai 1996 in Hillingdon, Vereinigtes Königreich) ist eine Leichtathletin, die international für den Pazifikstaat Fidschi startet.

## Leben und Karriere
Alakija wurde in England geboren, wuchs jedoch in Fidschi auf. Ihre Mutter ist nigerianischer Abstammung, die Vorfahren ihres Vaters kommen aus Brasilien und Großbritannien. Sie selbst besitzt die Staatsbürgerschaften von Fidschi, Nigeria sowie dem Vereinigten Königreich.
2011 startete sie zum ersten Mal bei internationalen Meisterschaften für Fidschi. Bei den Pazifikspielen erreichte sie mit der 4-mal-400-Meter-Staffel die Silbermedaille. Im Jahr darauf vertrat sie Fidschi bei den Hallenweltmeisterschaften in Istanbul.
Bei den Olympischen Spielen in London 2012 trat sie im 400-Meter-Lauf an. Ihre Zeit von 56,77 s in ihrem Vorlauf reichte allerdings nicht zum Einzug in die nächste Runde. Mit gerade einmal 16 Jahren war sie die jüngste Leichtathletin bei diesen Olympischen Spielen.
Zur Zeit ihrer Olympiateilnahme war Alakija Schülerin an der Oaks Christian School in Westlake Village, Kalifornien. Zu ihren Trainern zählen Jenny Kenyon und Maurice Greene.